# Patricia Encinas
Patricia Encinas Guardado (Getafe, 14 de septiembre de 1992) es una portera española de balonmano que milita en el Beti-Onak de la División de Honor española y en la selección española de balonmano playa.

## Trayectoria
Patricia Encinas jugó en su ciudad natal, en el Balonmano Getasur, hasta el año 2016 en el que fichó por el Balonmano Base Villaverde en la temporada 2016–17. con el que debutó en División de Honor. Fichó por el Helvetia Balonmano Alcobendas, equipo de División de Honor plata, con el que ascendió la temporada siguiente.
Las siguientes temporadas militó en el Elche (con el que jugó competición europea) Balonmano Morvedre y se unió al Beti-Onak en la temporada 2022–23.

### Clubes
- –2016: Balonmano Getasur
- 2016–17: Balonmano Base Villaverde
- 2018–20: Balonmano Alcobendas
- 2020–21: Balonmano Elche
- 2021–22: Balonmano Morvedre
- 2022–: Beti Onak

##### Datos (a fecha de mayo de 2024)[8]
| Liga     | Liga  |          |       |
| Partidos | Goles | Partidos | Goles |
| -------- | ----- | -------- | ----- |
| 161      | 16    | 16       | 0     |

### Balonmano Playa
En marzo del 2024 se anunció por la IHF que formaría parte de las 32 jugadoras internacionales que disputarán un torneo de exhibición durante los Juegos Olímpicos de París en 2024. Junto a ella las españolas Jimena Laguna y Asun Batista.

### Selección nacional
Debutó con la selección española juvenil en 2017. Con las Guerreras Juveniles disputó el Mundial Sub-20 de 2012.

### Selección nacional de balonmano playa
Hasta ahora, Encinas ha jugado 122 partidos con España, anotando 198 tantos.Debutó internacionalmente con la selección española de balonmano playa el 19 de junio de 2009 en un partido amistoso contra Brasil.
Después vinieron cinco participaciones en los Campeonatos de Europa (2011, 2013, 2015,2017, 2019, 2021), así como la Copa del Mundo de 2014. En 2017 y 2021 consiguió la medalla de bronce europea. Y, en 2025,se proclamó Campeona de Europa en Turquía.
En el 2023 fue una de las porteras, junto a Virginia Fernández, que se proclamó subcampeona de los III Juegos Europeos celebrados en Cracovia.
Pero, sin duda, su mayor éxito es la medalla de oro en el Campeonato Mundial de 2016 donde, con su actuación durante las semifinales ante Noruega, jugó un papel fundamental en la medalla final. En el 2022 se colgó la medalla de platay en 2024 terminó en 5.ª posición.En ambos mundiales fue designada como mejor portera en el All-Star.
En 2025 consiguió la medalla de bronce en los Juegos Mundiales de China.

## Palmarés

### Selección Española de Balonmano Playa
- 1 x Medalla de oro del Campeonato  Mundial de Balonmano Playa (2016)[19]
- 1 x Medalla de plata del Campeonato Mundial de Balonmano Playa (2022)[15]
- 1 x Medalla de plata del Campeonato Europeo de Balonmano Playa (2025)[13]
- 2 x Medallas de bronce en el Europeo de Balonmano Playa (2017 y 2021)[20][21]
- 1 x Medalla de plata en los Juegos Europeos (2023)[14]
- 1 x Medalla de bronce en los Juegos Mundiales (2025)[18]

### Distinciones individuales
- 2 x Mejor portera del mundo en el Equipo de las Estrellas (2022, 2024)[16][17]
- Mejor jugadora de Navarra (Federación de Balonmano de Navarra, 2024)[22]
- Mención especial de la Federación Madrileña de Balonmano, 2024.[23]

## Enlaces web
- Patricia Encinas Guardado en la base de datos de la Federación Europea de Balonmano